# Lomografie

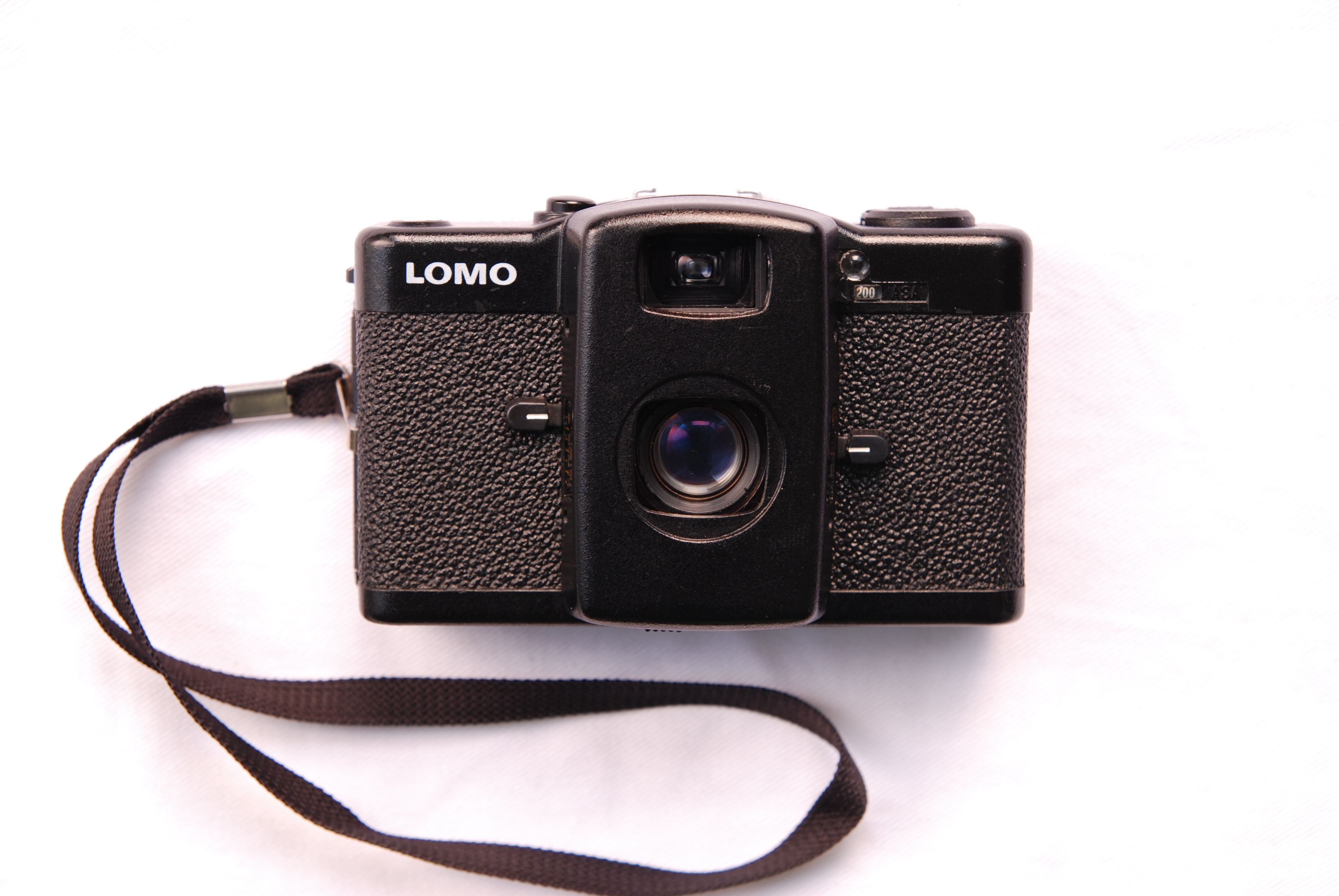
LOMO LC-A

Lomografie (seltener auch Lomographie) bezeichnet eine künstlerische Praxis, die sich der kreativen und experimentellen Schnappschussfotografie verschrieben hat. Großteils werden mit der Praxis der Lomografie die Kameras und Filme von Lomography verbunden. Es werden aber auch oft andere Kameras mit dem Begriff verbunden, etwa die aus Hongkong stammende Holga. Charakteristisch für Lomographie sind unscharfe Fotos.
Der Begriff Lomografie ist ein Kofferwort aus dem Markennamen der sowjetischen Kamera Lomo LC-A und dem Begriff Fotografie. In den Ländern des Ostblocks waren diese seit 1983 produzierten Kameras wegen Unzuverlässigkeit und schlechter Bildqualität nicht sonderlich beliebt, obwohl es die einzige Sucherkamera mit Innenlichtmessung war, die erhältlich war. Bei der Lomographie sind die technischen Mängel jedoch ausdrücklich erwünscht.

## Geschichte
Die Lomographie wurde an einem sonnigen Morgen in St. Petersburg im Jahr 1982 ins Leben gerufen. Zwei Herren untersuchten eine schicke kleine japanische Kompaktkamera mit dem Namen Cosina CX-2 und gaben den Auftrag, eine verbesserte Kopie in Massenproduktion für alle Sowjetischen Bürger herzustellen. Die Lomo LC-A war eigentlich eine recht dreiste Kopie der Cosina. Es war das Potential ihrer scharfen Linse, die extreme Lichtempfindlichkeit und ihr robuster Körper, die den UdSSR-Verteidigungsminister und den Direktor der LOMO-Fabrik überzeugte.
1991 entdeckte eine Gruppe Wiener Studenten in Prag eine kleine Kamera aus sowjetischer Produktion, die Lomo LC-A. Nach der Wende fiel die Nachfrage nach den Lomos ins Bodenlose, die Studenten nahmen Kontakt zum damaligen St. Petersburger Vizebürgermeister Wladimir Putin auf, um das Exklusivvermarktungsrecht zu erhalten. Die Studenten überredeten den russischen Staat, ihnen die gesamte Produktion der Lomo zu überlassen und gründeten das Unternehmen Lomography.
Durch die billige Bauweise der Kamera entstanden Effekte wie eine starke Vignettierung und auch eine gewisse Unschärfe, die rasch erste Anhänger und Fans fanden. Die Studenten begannen damit, immer mehr Kameras aus dem ehemaligen Ostblock nach Österreich zu bringen, um sie dort zu verkaufen. 1992 wurde die Lomographic Society International geschaffen, unter deren Namen später die „10 Goldenen Regeln der Lomografie“, eine Art Leitfaden, wie man lomografische Bilder erstellen soll, veröffentlicht. Zu diesen zählen etwa, dass man die Kamera immer bei sich tragen sollte, einfach darauflos oder aus der Hüfte fotografieren soll. 1992 begann man auch damit, die ersten Ausstellungen von Lomografien abzuhalten.

„Abgeleitet wurde der Begriff [Lomographie] von der Ostblock-Fotokamera Lomo, einem rudimentären Gerät, das rudimentäre Bilder schießt. Während sich in den 90er-Jahren um die digitale Fotografie ein globaler Megatrend formte, der fehlerfreies und pausenloses Fotografieren ermöglichte, traten Kreative auf die Bremse und kehrten zu rustikalen Kameras zurück. Lomographen ziehen automatischer Bildverbesserung das Wackelige vor. Aus der radikalen Opposition entstand ein Geschäftsfeld, für das stets neue Produkte entstehen.“

## Technik

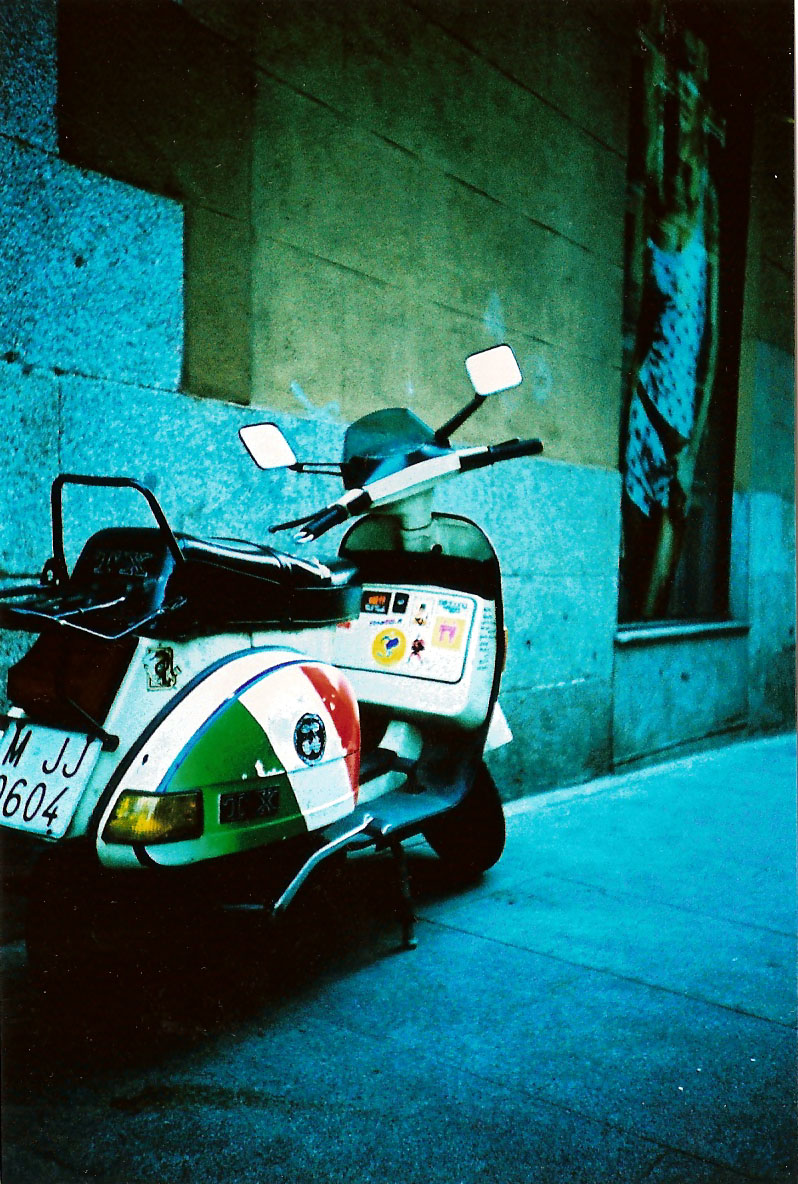
Eine crossentwickelte Aufnahme mit einer Lomo LC-A; man beachte auch die starke Vignettierung

Ein Wesensmerkmal der Lomografie ist, dass sie damit spielt, technisch nicht ausgereift zu sein. Dies wird vor allem durch die Verwendung von Kameras mit schlechten Objektiven mit starker Vignettierung oder Unschärfe erreicht. Weiterhin bietet die Lomographic Society International unter dem Markennamen Lomography selbst einige Kameramodelle an, die beispielsweise über ein Fischaugenobjektiv oder über mehrere nebeneinander angeordnete Objektive verfügen. Viele Kameras verfügen auch über keinerlei Möglichkeit, die Blende, den Fokus oder die Verschlusszeit zu regulieren, wodurch die Kontrolle über das Bild und das Gelingen eines solchen mehr dem Zufall und nicht der Erfahrung des Fotografen überlassen wird.
Der Fotograf sollte sich bei der Erstellung eine Lomografie nicht zu sehr auf die Komposition oder auf die technischen Aspekte konzentrieren, sondern einfach darauf los fotografieren. Unschärfe, eine verwackelte Aufnahme oder Über- bzw. Unterbelichtung tragen zum künstlerischen Effekt bei.
Um diese Effekte noch zu verstärken, setzen Lomografen auch bei der Auswahl und der Entwicklung von Filmen auf einen gewissen kreativen Freiraum. Besonders beliebt ist die sogenannte Crossentwicklung, also die Entwicklung eines Diafilms in Chemikalien für Negativfilm oder umgekehrt. Dies liefert besonders starke Kontraste und sorgt für Farbumkehrungen.

## Eingesetzte Kameras
Überwiegend werden für Lomografie Kameras verwendet, die nur über rudimentäre Einstellungen verfügen. So kann oftmals nur zwischen zwei Blenden (z. B. für Fotografien bei sonnigem Wetter und bei bewölktem Wetter) gewählt werden. Auch für die Fokussierung wird meist auf ein Zonensystem zurückgegriffen (z. B. bei der Lomo LC-A: 0,8 m, 1,5 m, 3 m und unendlich).
Die eingesetzten Filmformate sind Mittelformat (z. B. Diana oder Holga), Kleinbild (z. B. Lomo LC-A, Lomography Actionsampler, Lomography Fisheye) oder Pocketfilm (z. B. Lomography Diana Baby, Lomography Fisheye Baby).
Außerdem werden von Lomography Rückwände und dezidierte Kameras für den Fujifilm-Instax-Sofortbildfilm vertrieben, wodurch sich beispielsweise die Effekte einer Diana F auch auf Sofortbildfilm festhalten lassen.

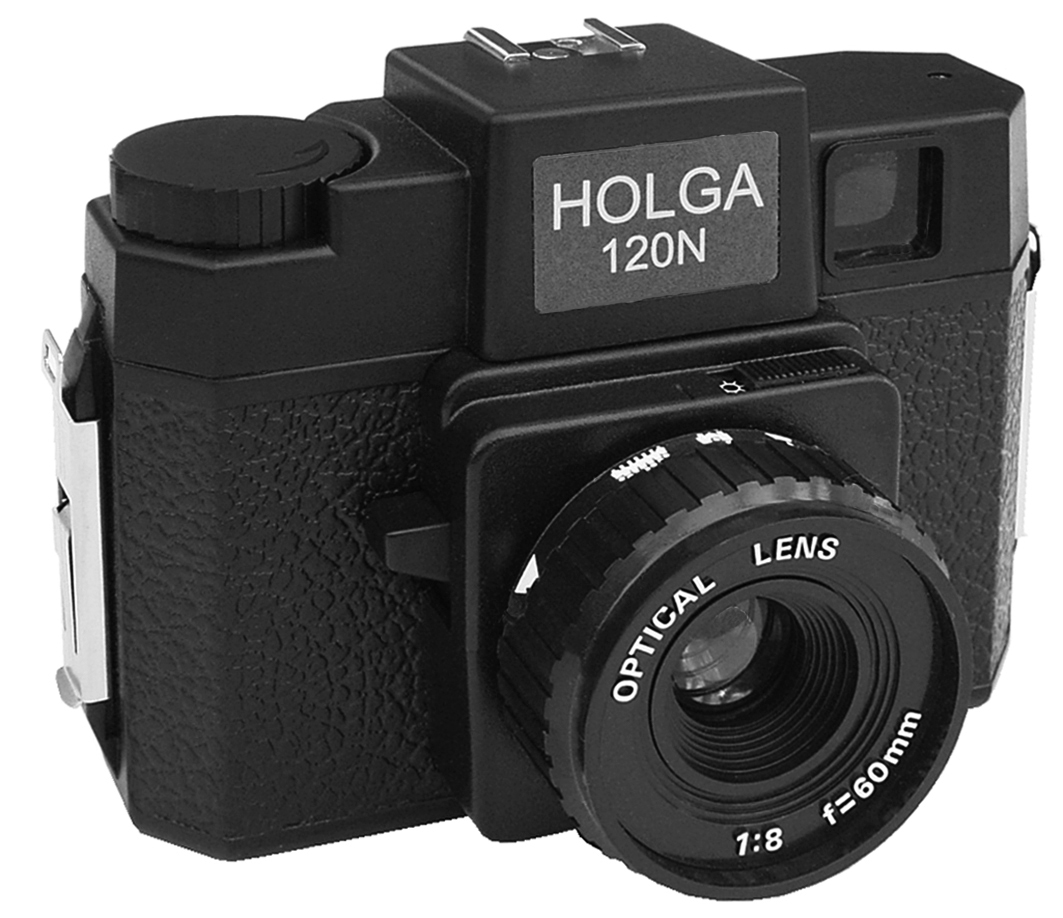
Holga
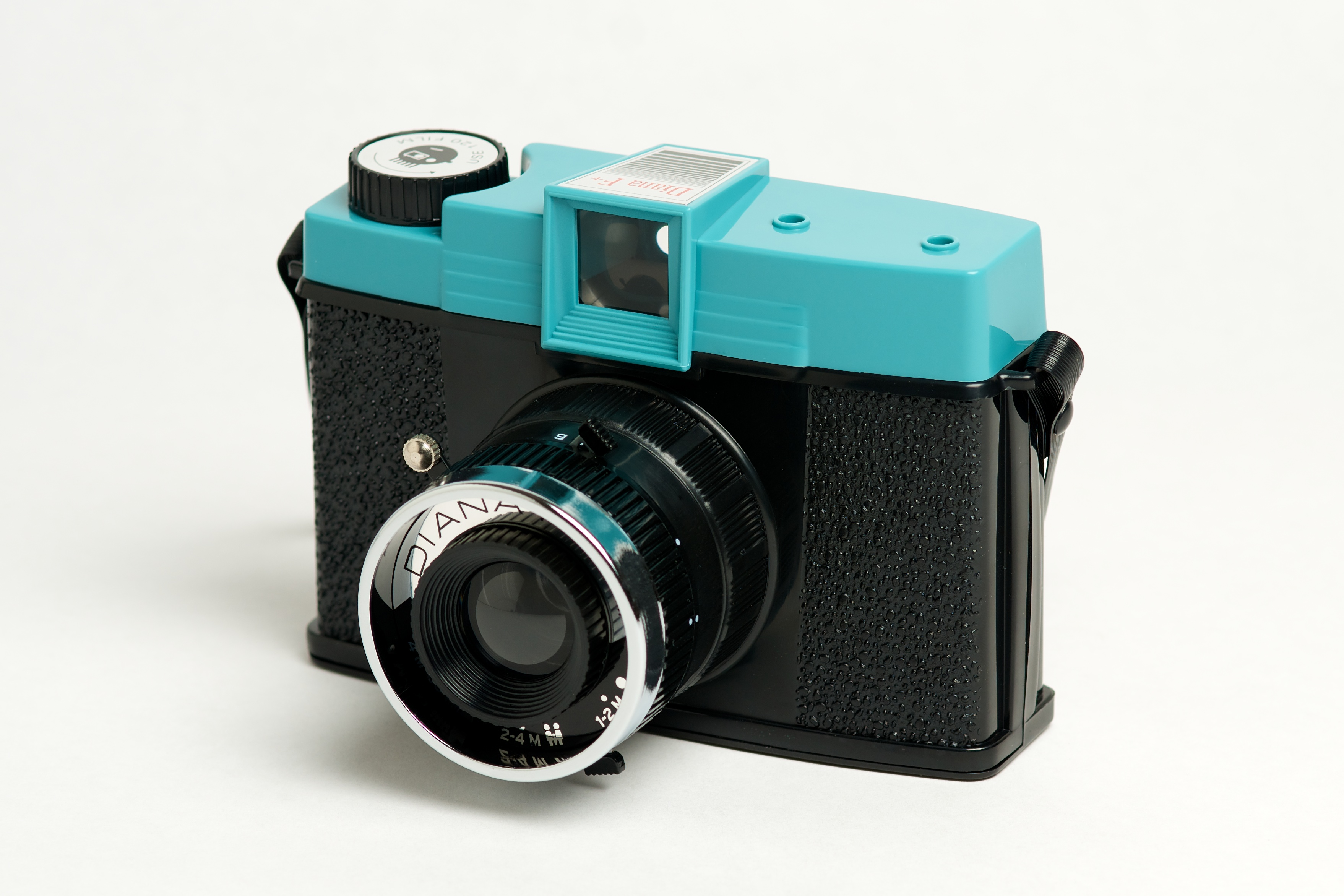
Diana F+
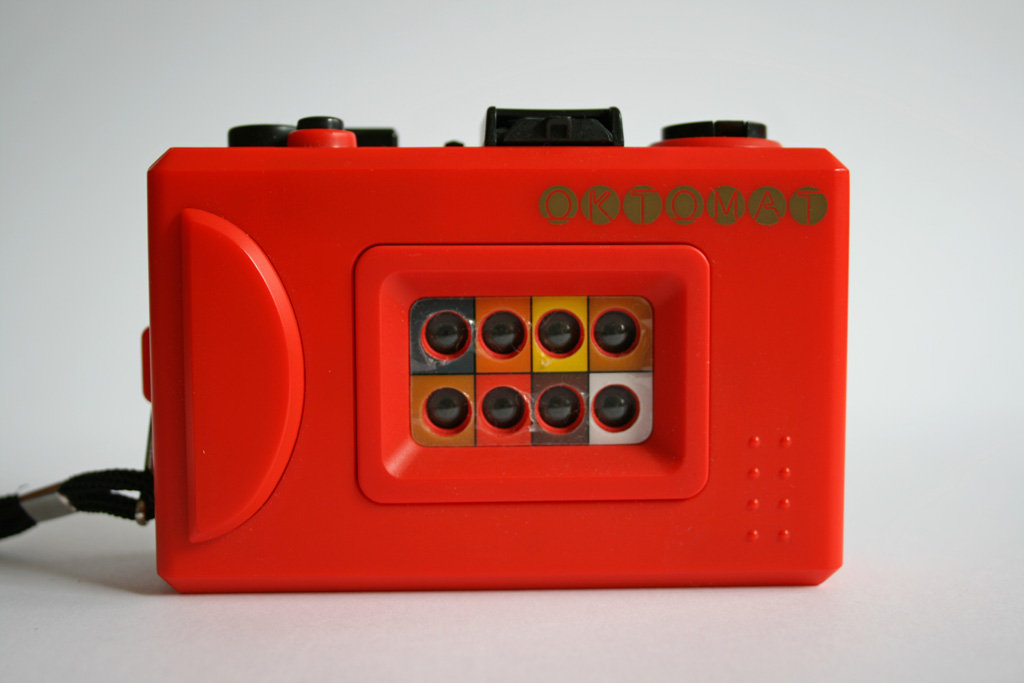
Oktomat
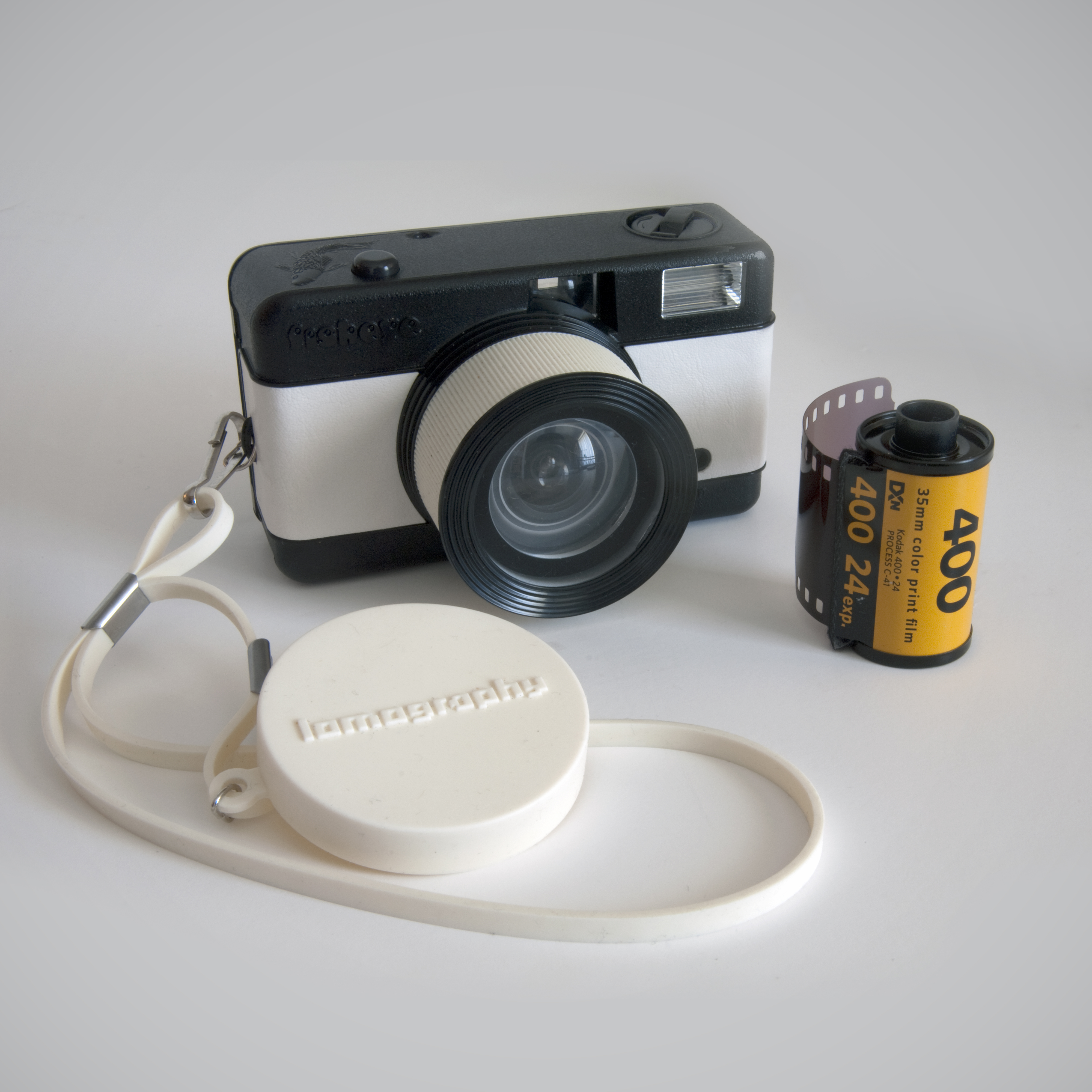
Fisheye One

## Kritik
Wie bei vielen Formen von Kunst, gibt es auch bei der Lomografie Kritiker, die Lomografien nur als schlechte Schnappschüsse ohne jeglichen künstlerischen Gehalt sehen. Die Kritik an Lomografie richtet sich in vielen Fällen auch gegen den Hersteller Lomography, da dieser schlecht verarbeitete Plastikkameras zu vergleichsweise hohen Preisen verkaufe. So werde die von Lomography leicht veränderte und nun in China hergestellte Lomo LC-A+ für etwa den zehnfachen Preis verkauft, den die Gründer von Lomography damals in Prag bezahlt haben dürften.
Manche Fotografen kritisieren auch, dass die Lomographic Society International Anfängern den Eindruck vermittelt, dass man nur auf den Auslöser drücken muss, um großartige Fotografien zu machen. Allerdings bedarf es hierfür einiges an Wissen darüber, wie die Kamera funktioniert und wo die Grenzen der Kamera liegen. Dies gilt vor allem für Kameras mit einer fixen Blende und einer fixen Belichtungszeit, da die Fotos damit sehr schnell über- oder unterbelichtet werden.